# Marilia humerosa
Marilia humerosa är en nattsländeart som beskrevs av Oliver S. Flint Jr. 1983. Marilia humerosa ingår i släktet Marilia och familjen böjrörsnattsländor. Inga underarter finns listade i Catalogue of Life.